# 21 (film)
21 è un film del 2008 diretto da Robert Luketic, basato sulle vicende del MIT Blackjack Team, un gruppo di studenti del MIT che tra il 1980 e il 1990 sbancò numerosi casinò ricorrendo al conteggio delle carte nel blackjack.
La pellicola è uscita nelle sale cinematografiche statunitensi il 28 marzo 2008, mentre in quelle italiane il 18 aprile 2008.

## Trama
(Frase ricorrente del film)
Ben Campbell è un brillante studente con un futuro promettente, ma con problemi finanziari che potrebbero ostacolare il suo ingresso alla Harvard Medical School. Viene accettato, ma non può permettersi i 300.000 dollari della tassa d'iscrizione. Ben affronta una forte competizione per la prestigiosa borsa di studio Robinson, la quale viene assegnata ad un solo studente all'anno, che potrebbe sostenere i costi della scuola per intero. Il direttore lo informa che, a causa della forte concorrenza, la borsa di studio andrà allo studente che avrà raccontato l'esperienza di vita più affascinante. Ben quindi inizia a rendersi conto di aver avuto una vita dedicata sempre allo studio, sacrificando spesso esperienze e divertimenti.
Essendo studente del MIT di Boston, un giorno grazie al suo talento per i calcoli viene notato dal professore Mickey Rosa. Dopo avergli sottoposto il problema di Monty Hall, che Ben risolve, Rosa invita Ben ad entrare nel team di Blackjack, un gruppo di studenti con spiccate doti matematiche composto da Choi, Fisher, Jill e Kianna. Il team ha elaborato un complesso sistema di conteggio delle carte da gioco, che consente di sbancare i tavoli di blackjack. Ben inizialmente rifiuta, ma una visita della bella Jill sul suo luogo di lavoro, unita al fatto che le possibilità di ottenere la borsa di studio sono basse, lo convince ad accettare. Il gruppo va così ogni week-end a Las Vegas, sempre con nomi fasulli e carte di identità contraffatte. Nel giro di poco tempo il gruppo guadagna ingenti somme di denaro. Ben nasconde la sua parte in camera sua, nel suo dormitorio.
La tattica è sempre la stessa: tutti entrano nel casinò separatamente fingendo di non conoscersi e si dividono in due gruppi: gli "esploratori", i quali giocano sempre al minimo e tengono il conto delle carte, mandando poi segnali ai "puntatori" ogni volta che il tavolo diventa interessante. I soldi per il gioco vengono forniti da Rosa, il quale non gioca più ma dirige soltanto il gruppo. Nonostante questo, Rosa intasca il 50% di ogni vincita. Il restante 50% viene spartito tra i 5 componenti del gruppo. Ben ottiene subito degli ottimi risultati e già alla prima sera guadagna più di Fisher, precedente punta di diamante del gruppo.
Una sera Fisher, dopo essersi ubriacato al tavolo da gioco e aver compromesso la serata, viene brutalmente cacciato dal team da Rosa, infuriato.
Tutte le grosse vincite del gruppo però hanno attirato l'attenzione di Cole Williams, responsabile della sicurezza di molti casinò a Las Vegas, che ha avuto modo di conoscere anni addietro Rosa, quando lui stesso contava le carte.
Nel frattempo Ben conquista definitivamente Jill. Distratto dagli impegni a Las Vegas, dai soldi e dall'amore, Ben finisce per trascurare i suoi vecchi amici Miles e Cam, con i quali stava partecipando ad un concorso scientifico chiamato "209". I due amici decidono così di continuare il progetto senza di lui. Rattristato, Ben non ha la concentrazione necessaria per affrontare un altro week-end a Las Vegas e inizia a perdere, continuando a giocare senza contare, affidandosi alla fortuna. Questo gli fa perdere 200.000 dollari, soldi di Rosa, che si infuria nuovamente e decide di lasciare il gruppo per tornare a Boston da solo.
Dapprima smarrito, il gruppo viene ricompattato da Ben, che convince gli altri a restare in città a giocare anche senza la supervisione di Rosa. Jill si rende conto che Ben è cambiato, in quanto aveva sempre detto di voler raggiungere la somma necessaria a pagarsi l'iscrizione ad Harvard e poi smettere, ma ha già superato la cifra in questione e ha continuato a giocare. Si dirigono quindi nuovamente al casinò e tornano a vincere, ma Rosa, nascosto dietro alcune slot machines, fa una soffiata a Cole Williams. Non appena il gruppo lo vede si dilegua, tranne Ben che viene preso, portato in uno scantinato e picchiato. Tornato a Boston, Ben trova la sua stanza sottosopra: Rosa ha scoperto il suo nascondiglio e l'ha ripulito, rubando tutti i soldi (315.000 dollari). Come se non bastasse non ha alcuna prova contro Rosa e non è più il suo favorito, così anche i suoi voti iniziano a calare. Ben ha perso tutto: il team, gli amici, i soldi e il futuro all'università di medicina.
Dopo essere andato a chiedere aiuto a Jill e dopo essersi riconciliato con i vecchi amici, si presenta a casa di Rosa durante una festa e lo convince a tornare a Las Vegas per un'ultima volta. Giocando entrambi, il miglior allievo ed il maestro, avrebbero potuto guadagnare più di ogni altra volta. Rosa accetta e il gruppo si riunisce per un'ultima spedizione in Nevada.
Tornati a Las Vegas, decidono di mascherarsi poiché ognuno di loro è entrato nel database dell'ufficio di Cole. Anche Rosa si deve travestire, poiché è presente nel database da molti anni. Grazie alle doti matematiche di Ben e Mickey, il gruppo vince milioni.
Quando sembra andare tutto liscio, appare Cole, che inizia ad inseguirli, mentre il gruppo scappa. Ben, Jill e Mickey inizialmente corrono insieme, poi si dividono e Rosa dice a Ben di passargli il sacco con le fiche vinte durante la sera. Rosa raggiunge una limousine e scappa. Quando controlla la vincita però, scopre che all'interno della borsa non c'erano le fiches, bensì monete di cioccolata.
Grazie a dei flash back, si scopre che Cole, prima di rilasciare Ben, dopo averlo picchiato, gli aveva chiesto di incastrare Rosa, poiché non era mai riuscito a catturarlo anni prima e, approfittando di una sua assenza (era andato al funerale del padre), in una sera vinse 2 milioni di dollari, per poi sparire dai tavoli da gioco, vincita che tra l'altro significò il licenziamento di Cole. Nella limousine, Rosa, scopre quindi di essere in trappola.
Ben, intanto, ritrova Cole, il quale gli aveva promesso che si sarebbe potuto tenere la vincita se gli avesse riportato Rosa. Cole lo informa che parlerà con uno dei suoi docenti all'università per spiegargli la situazione, in modo da fargli riottenere i suoi voti. Alla fine, però, gli chiede indietro i soldi, minacciandolo mostrando la pistola, poiché ormai avrebbe perso il lavoro a causa del software che lo sostituirà e ha bisogno della sua pensione. Ben gli consegna i soldi, ma Cole gli assicura che riuscirà comunque ad ottenere ciò che desidera perché è un ragazzo in gamba. Cole, infine, quando si ritrova con Rosa nello stesso scantinato in cui aveva picchiato Ben, pronto a picchiarlo sonoramente per l'ultima volta, lo informa di aver contattato l'agenzia delle entrate, che si occuperà di controllare i suoi soldi e che con tutta probabilità gli verranno confiscati.
Nel frattempo si scopre che Ben aveva preparato un piano alternativo. Approfittando della confusione e quindi dell'assenza di Cole, il resto della squadra, arricchito da Miles e Cam, ha continuato il gioco in sala e ha vinto comunque un'ingente somma di denaro.
Ben infine riesce a laurearsi, spartendo la vincita di Las Vegas con gli amici, essendo riuscito anche a conquistare la ragazza più bella della scuola e aiutando Cole ad ottenere la pensione. Tornato dal direttore, come "esperienza di vita" gli racconta la sua recente storia. L'uomo, dopo aver ascoltato tutto, rimane senza parole.

## Produzione
Il film è tratto dal romanzo del 2005 Blackjack Club (Bringing Down the House) di Ben Mezrich, poi ristampato sotto la collana Oscar Mondadori. Mezrich aveva già raccontato la storia dei brillanti studenti del MIT in un articolo del 2002, pubblicato sulla rivista Wired. Nella parte di uno dei croupier appare in un cameo Jeff Ma, reale ispiratore del personaggio di Ben Campbell.
Nella realtà, il team di Blackjack era composto da asiatici-statunitensi.
Questa è la terza collaborazione tra Kevin Spacey e Kate Bosworth, e la seconda tra la Bosworth e Robert Luketic.

## Accoglienza
Il film detiene un 36% di gradimento su Rotten Tomatoes, con un voto medio di 5,2/10. Ha un apprezzamento del 66% dell'audience di Rotten Tomatoes. Ha una media voti di 6,8/10 su IMDb e una del 2,7/5 su MyMovies.it.